# Parti national Awami
Pour les articles homonymes, voir National Party et ANP.
Ne doit pas être confondu avec Parti Awami national, Parti baloutche Awami, Ligue Awami ou Parti national baloutche (Awami).
Le Parti national Awami (en anglais : Awami National Party ; ANP) est un parti politique pakistanais de gauche à tendance laïque. Il soutient les minorités pachtounes du Pakistan et trouve principalement ses électeurs dans la province de Khyber Pakhtunkhwa. Fondé en 1986 par Abdul Wali Khan, c'est un petit parti qui a notamment dirigé de 2008 à 2013 l’exécutif de la province de Khyber Pakhtunkhwa.

## Histoire

### Aux origines du parti

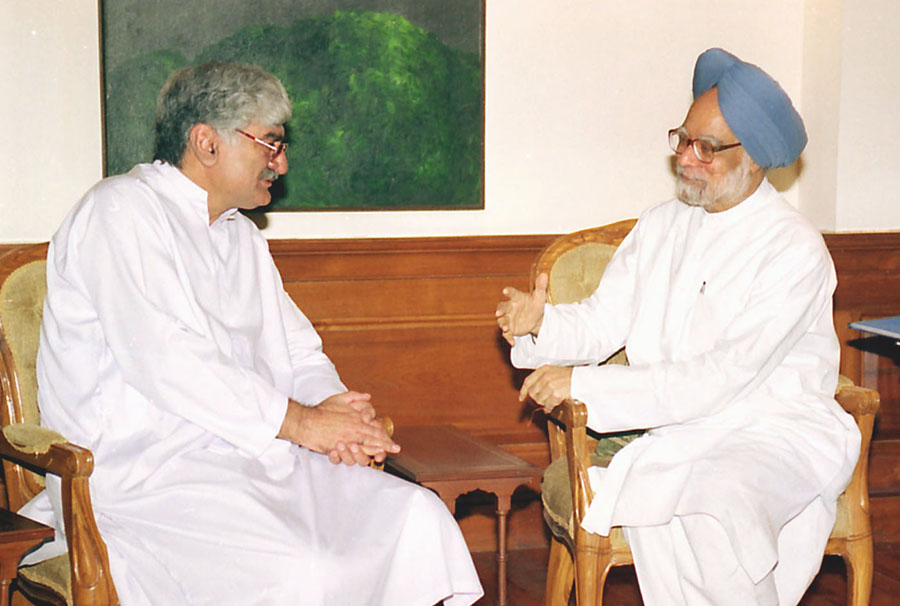
Le président de l'ANP Asfandyar Wali Khan rencontre le Premier ministre indien Manmohan Singh, en 2004.

Le Parti national Awami est l’héritier du défunt Parti national démocratique qui a brièvement existé entre 1978 et 1982, et lui-même héritier du Parti Awami national fondé en 1957 et interdit en 1975. Il fut présidé de 1968 à 1975, puis de 1986 à 1990 par Khan Abdul Wali Khan, qui devint chef de l’opposition à l’Assemblée nationale, et qui était le fils de Khan Abdul Ghaffar Khan (1890-1988), lui-même dirigeant des Khudai Khidmatgar (litt. « Serviteurs de Dieu »), surnommés les « Chemises rouges » ou Surkhposh), un mouvement pachtoune « religieux, nationaliste et progressiste » luttant de façon non-violente contre la colonisation.
L’ANP défendait une position démocrate-socialiste et laïque, et fut interdit à deux reprises, en 1971 puis en 1975. En 1971 sous la dictature de Muhammad Yahya Khan, le parti est interdit en raison de l’aide qu'il apporte aux militants bengalis contre la répression militaire pakistanaise. Il est ensuite légalisé à l’issue d’un accord avec le gouvernement pakistanais et de la levée de l’état de siège en 1972 par le président Zulfikar Ali Bhutto, fondateur du Parti du peuple pakistanais (PPP) et successeur de Khan, lequel avait été forcé à la démission. 
Trois ans plus tard, en 1975, Bhutto déclarait à nouveau l’ANP illégal. Celui-ci détenait alors la majorité dans la province de la Frontière-du-Nord-Ouest et celle du Baloutchistan. Mais en 1973, dans un climat de tensions politique, Ali Bhutto dissout l’assemblée du Baloutchistan, accusant l’ANP de velléités séparatistes. Cela mena à d’intenses manifestations de la part de l’ANP et à l’arrestation de plusieurs de ses cadres dirigeants (dont Ataullah Mengal, le Baloutche Ghaus Bux Bizenjo et Khair Bakhsh Marri). Après l’assassinat, le 8 février 1975, d’Hayat Sherpao (en), gouverneur de la Frontière-du-Nord-Ouest et cofondateur du PPP, Bhutto accusa l’ANP de l’attentat et fit interdire celui-ci. Cinquante-deux membres du parti furent inculpés dans le cadre du procès d’Hyderabad (en), au cours duquel la Cour suprême accusa l’ANP de séparatisme. Les conditions du procès sont aujourd’hui largement discutées. En tout état de cause, la rupture politique désormais irrémédiable entre ces deux partis de gauche, le PPP et l’ANP, a poussé Bhutto à s’appuyer davantage sur l’armée pour gouverner, signant l’influence politique grandissante de cette dernière, influence qui allait se renforcer avec le coup d’État de 1977 du général Zia-ul-Haq.
Alors que la majorité des cadres étaient emprisonnés, Sherbaz Khan Mazari (en) créa en 1978 le Parti national démocratique comme héritier du parti dissout. En 1981, celui-ci s’intégra au Mouvement pour la restauration de la démocratie exigeant la levée de la loi martiale. Cinq ans plus tard, l’actuel Parti national Awami était créé.

### Succès de 2008

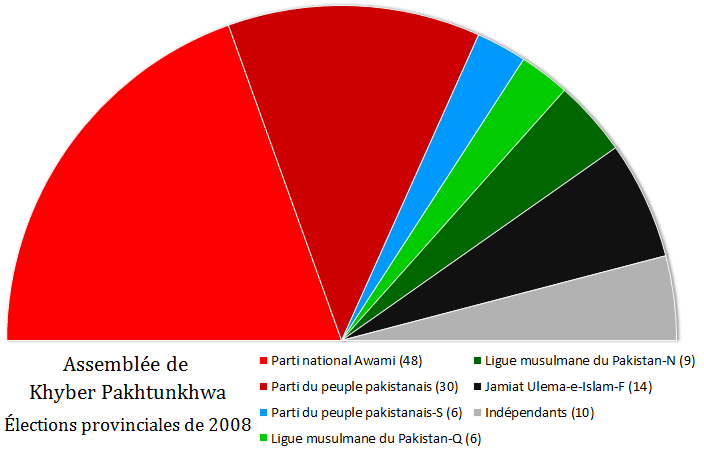
Composition de l’Assemblée provinciale de la Province de la Frontière-du-Nord-Ouest après les élections législatives de 2008.

Le Parti Awami est majoritaire de 2008 à 2013 dans l’Assemblée provinciale de Khyber Pakhtunkhwa, l’une des quatre assemblées provinciales du Pakistan. Le parti a alors formé une coalition avec le Parti du peuple pakistanais pour diriger le gouvernement local de la province, et Ameer Haider Khan Hoti devient ministre en chef.
Avec ces législatives de février 2008, il dispose de 13 des 342 sièges de l’Assemblée nationale, la meilleure performance de son histoire.
En avril 2009, un comité de l’ANP vote une résolution saluant l’accord signé entre le gouvernement fédéral et le Tehrik-e-Nifaz-e-Shariat-e-Mohammadi (TNSM), mouvement wahhabite qui réclame l’application de la charia. L’ANP considérait en effet qu’il s’agissait-là d’une étape dans le rétablissement de l’ordre dans la division de Malakand, qui inclut le district de Swat (Khyber Pakhtunkhwa), située au cœur des affrontements entre l’armée et les talibans pakistanais. L’ANP regrettait alors que le gouvernement retarde l’application de la réglementation Nizam-e-Adl, promulgué le 13 avril 2009 et qui établissait la charia dans ce district. Le parti se réjouit néanmoins du succès des opérations militaires qui seront menées ensuite contre les islamistes armés.
Malgré ces concessions n’entamant pas par ailleurs l’hostilité générale de l’ANP vis-à-vis des mouvements islamistes, le parti a été la cible de plusieurs attentats liés au conflit dans les régions tribales, dont :
- 1er décembre 2009 : un député de l’ANP tué dans un attentat-suicide dans le district de Swat ;
- 5 avril 2010 : un attentat-suicide à Timergara (Bas-Dir) lors d’un meeting à ciel ouvert de l’ANP, qui fait une quarantaine de morts et 100 blessés ; l’ANP fêtait alors le nouveau nom de la « province de la Frontière-du-Nord-Ouest », rebaptisée Khyber Pakhtunkhwa en l’honneur des Pachtounes y vivant[4].
- 2013 : Bashir Bilour, un des dirigeants du parti, est tué dans un des nombreux attentats suicides qui le vise ;
- 10 juillet 2018 : un attentat-suicide fait 20 morts et 65 blessés dont le fils de Bashir Bilour[6].

### Marginalisation depuis 2013

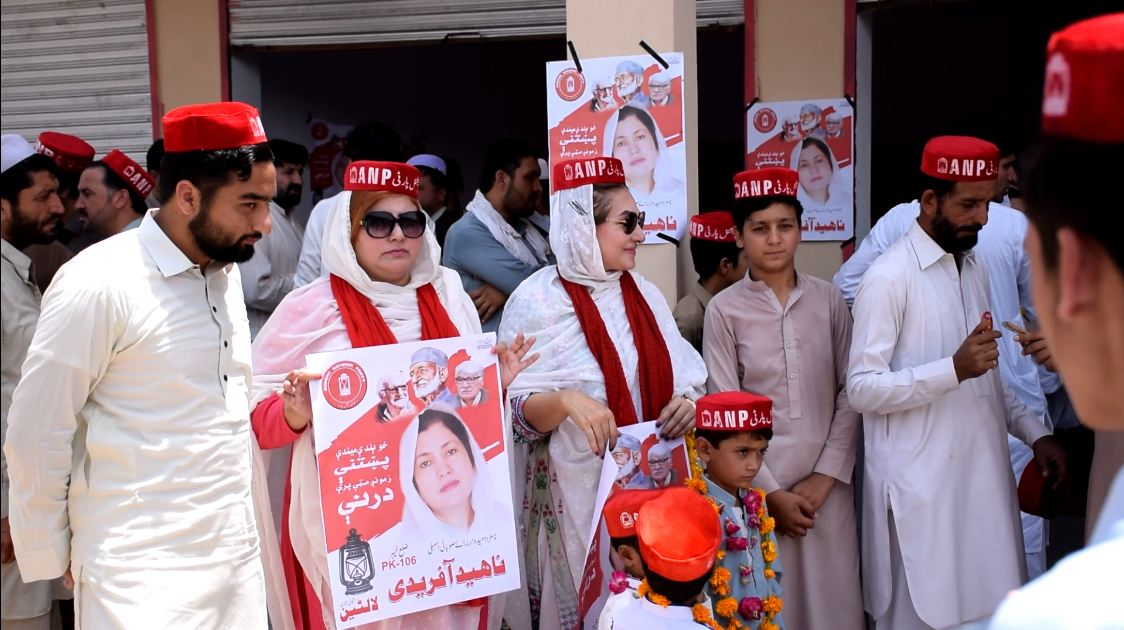
Militants du parti lors des élections provinciales de 2019 dans le district de Khyber.

Lors des législatives de 2013, le parti Awami remporte environ 1 % des voix, passant de 13 députés en 2008 à un seul à l'Assemblée nationale et perdant plus d'un tiers de ses électeurs. Ameer Haider Khan Hoti est le seul député élu, dans la première circonscription de Mardan. À l'Assemblée provinciale de Khyber Pakhtunkhwa, sa province d'origine, il subit également une défaite, passant de 48 sièges à seulement six.
À l'occasion des élections législatives de 2018, Haider Khan Hoti est toujours l'unique élu fédéral mais le parti double presque son nombre de voix totales, atteignant la meilleure performance de son histoire, et obtient deux fois plus de députés provinciaux. En septembre 2020, le parti rejoint le Mouvement démocratique pakistanais, une coalition de partis d'opposition réclamant la démission du Premier ministre Imran Khan.

## Résultats électoraux

### Législatives
| Année | Votes   | %    | Députés  | Position                                                       |
| ----- | ------- | ---- | -------- | -------------------------------------------------------------- |
| 1988  | 409 555 | 2,1  | 2 / 237  | Opposition                                                     |
| 1990  | 73 635  | 0,3  | 6 / 217  | Opposition                                                     |
| 1993  | 97 541  | 0,5  | 3 / 217  | Opposition                                                     |
| 1997  | 357 002 | 1,9  | 10 / 217 | Opposition                                                     |
| 2002  |         |      | 0 / 342  | Opposition                                                     |
| 2008  | 704 811 | 2,0  | 3 / 342  | Opposition                                                     |
| 2013  | 453 057 | 1,0  | 1 / 342  | Opposition                                                     |
| 2018  | 808 229 | 1,5  | 1 / 342  | Opposition (2018-2022), soutien sans participation (2022-2023) |
| 2024  | 622 115 | 1,05 | 0 / 336  | Extra-parlementaire                                            |

### Khyber Pakhtunkhwa
| Année | Votes   | %     | Députés  |
| ----- | ------- | ----- | -------- |
| 1988  |         |       | 10 / 87  |
| 1990  |         |       | 23 / 87  |
| 1993  |         |       | 18 / 83  |
| 1997  |         |       | 32 / 83  |
| 2002  | 334 504 | 11,13 | 8 / 124  |
| 2008  | 578 405 | 16,94 | 48 / 124 |
| 2013  | 556 625 | 10,34 | 6 / 124  |
| 2018  | 803 895 | 12,85 | 9 / 124  |
| 2024  | 622 115 | 8,46  | 2 / 145  |